# Arved Friese

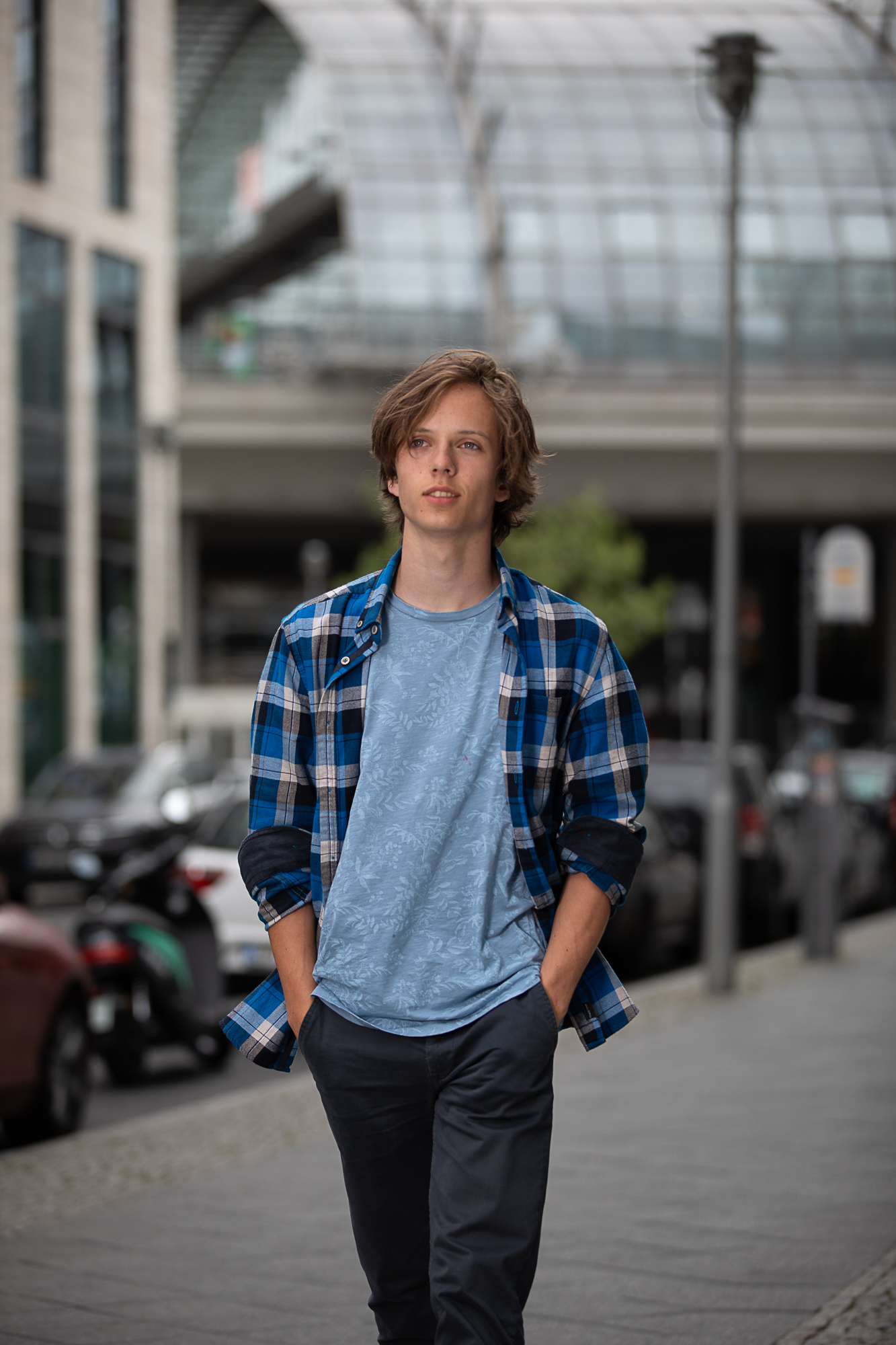
Arved Friese (2019)

Arved Friese (* 27. Dezember 2002 in Berlin) ist ein deutscher Schauspieler.

## Leben
Seinen ersten Auftritt vor der Kamera hatte Friese 2010 im Fernsehfilm Bella Vita unter der Regie von Thomas Berger. 2012 war er in dem TV-Märchenfilm Die sechs Schwäne (ZDF) zu sehen und übernahm 2013 eine Nebenrolle in der TV-Pinocchio-Adaption der Regisseurin Anna Justice, in der er neben Mario Adorf spielte.
2015 spielte Friese seine erste Hauptrolle als Sohn Theo in Matthias Schweighöfers Kino-Filmkomödie Der Nanny mit Milan Peschel. 2017 war er in einer weiteren Hauptrolle zu sehen, als der Titelheld Timm Thaler in der James Krüss Romanverfilmung Timm Thaler oder Das verkaufte Lachen unter der Regie von Andreas Dresen. Friese war ebenfalls im Musikvideo zu dem Lied „Das Licht dieser Welt“, das Gisbert zu Knyphausen für den Film geschrieben hat, zu sehen. Es folgten weitere Film- und Fernsehproduktionen, darunter die Serie Der Krieg und ich (SWR/arte/BBC) 2017, die Familienserie Schule fürs Leben (ZDF) 2019, der Fantasy-Film Die Wolf-Gäng (Kino) 2018, sowie Fritzie – Der Himmel muss warten (ZDF), die Fortsetzung von Schule fürs Leben. 2020 spielte er in dem Psychodrama Die wahre Schönheit (Kino) mit Eva Habermann und in dem zweiteiligen Film Waldgericht – Ein Schwarzwaldkrimi (ZDF) mit Jessica Schwarz, der am 4. und 5. Januar 2021 im ZDF ausgestrahlt wurde.

## Filmografie
- 2010: Bella Vita
- 2012: Die sechs Schwäne
- 2012: Totale Stille
- 2013: Pinocchio
- 2015: Der Nanny
- 2017: Timm Thaler oder Das verkaufte Lachen
- 2019: Dr. Klein – Fragen
- 2019: Löwenzahn – Die verwunschene Puppe
- 2019: Schule fürs Leben
- 2019: Der Krieg und ich – Justus aus Deutschland
- 2020: Die Wolf-Gäng
- 2020: Fritzie – der Himmel muss warten
- 2021: Die wahre Schönheit
- 2021: Waldgericht – Ein Schwarzwaldkrimi
- 2023: King’s Land (Bastarden)
- 2025: SOKO Potsdam: Sex sells

## Auszeichnungen
- 2017: Goldener Spatz[12]
- 2020: Spezialpreis des KINEKO International Children’s Film Festivals in Tokio[13]